# Solenostoma balfourii
Solenostoma balfourii là một loài rêu tản trong họ Jungermanniaceae. Loài này được (Váňa) Váňa, Hentschel & J. Heinrichs miêu tả khoa học lần đầu tiên năm.